# IR-Klasse WDM-2
Die WDM-2 ist eine Baureihe dieselelektrischer Lokomotiven, die ab 1962 von der American Locomotive Company (ALCo) in Schenectady und später auch von den Diesel Locomotive Works (DLW) in Varanasi für die Indian Railways (IR) gebaut wurde. Die Baureihenbezeichnung ist zusammengesetzt aus einem „W“ für wide gauge (Breitspur), einem „D“ für diesel (Dieselantrieb), einem „M“ für mixed traffic (Personen- und Güterzugdienst) und einer „2“ für die zweite Generation von WDM-Lokomotiven. Zwischen 1962 und 1998 wurden bei ALCo und DLW insgesamt mehr als 2700 Lokomotiven gebaut. Damit war sie die meistgebaute Diesellokomotivbaureihe in Indien, bis die Nachfolgeklasse WDM-3A diesen Rekord ablöste.
Die WDM-2 ist eine der erfolgreichsten Lokomotiven der Indian Railways, welche die Basis für die über Jahre weiterentwickelte ALCo-Plattform war. Die Lokomotiven konnten auf Haupt- und Nebenstrecken eingesetzt werden. Einige wurden in Nachbarländer exportiert, zum Beispiel nach Sri Lanka und Bangladesch.
Neuere Baureihen wie die WDG-4 und die Elektrifizierung des Eisenbahnnetzes haben die WDM-2 verdrängt. einige Lokomotiven wurden auch zu WDM-3A und WDM-2S umgebaut. Im August 2020 waren noch 23 Lokomotiven für den Streckeneinsatz vorgesehen.

## Geschichte
Die Geschichte der Klasse WDM-2 beginnt in den frühen 1960er-Jahren mit dem Ziel der Indian Railways die Dampflokomotiven durch andere Traktionsarten zu ersetzen. Dies geschah auf Empfehlung des Expert Committee on Coal Consumption on Railways ‚Fachausschusses für den Kohleverbrauch der Eisenbahnen‘. Im Bericht des Fachausschusses wurde festgehalten, dass nach dem Zweiten Weltkrieg der Kohleverbrauch der Bahn stärker angestiegen ist als der Verkehr zugenommen hat. Gründe dafür waren neben schlechterer Qualität der Kohle vor allem auch deren Diebstahl von den Kohlenzügen auf dem Weg zu den Betriebswerken und von den Halden in den Betriebswerken selbst. Der Fachausschuss empfahl deshalb, die Elektrifizierung und Verdieselung so schnell wie möglich voranzutreiben. Um dieses Ziel zu erreichen, war es daher erforderlich, eine große Anzahl von sechsachsigen Diesellokomotiven zu beschaffen, die eine Leistung vom mindestens 2.600 PS (1.900 kW) haben sollten. Da die Lokomotiven sowohl im Streckendienst, wie für im schweren Rangierdienst eingesetzt werden sollten, entschied sich die Bahn für das sogenannte Road-Switcher-Layout, bei dem an das gegen ein Rahmenende angeordneten Führerhaus ein kurzer und ein langer Vorbau anschließt.
Auf die Ausschreibung der Beschaffung wurden Angebote von ALCo und General Motors Electro-Motive Division (EMD) eingereicht. Beide Hersteller reichten einen Vorschlag für eine Lokomotive mit einem Sechzehnzylindermotor mit Abgasturbolader ein – ALCo wählte einen Viertaktmotor, EMD einen Zweitaktmotor. Die Typenbezeichnung der ALCo-Lokomotive lautete RSD-29, die zugehörige Spezifikation wurde DL560C genannt. EMD nannte ihre Lokomotive G16.
Jedes Unternehmen reichte seine Prototypen ein, und die Indischen Eisenbahnen bezeichneten diese Prototypen als Klasse WDM-2 bzw. WDM-4.[4] Technologisch war die General Motors WDM-4 der ALCO WDM-2 überlegen, aber die Indischen Eisenbahnen verlangten eine Technologietransfer-Vereinbarung, die es ermöglichen würde, diese Lokomotiven in Indien selbst herzustellen. Da General Motors dem Technologietransferabkommen nicht zustimmte, wurde der ALCO-Prototyp für die Produktion ausgewählt.
Doch schon vor der Ankunft der WDM-2 wurde 1957 ein anderer Typ von Diesellokomotiven von ALCO importiert. Diese Lokomotive wurde als WDM-1 klassifiziert.[5] WDM-1s wurden jedoch nicht für die Massenproduktion ausgewählt, da sie nur ein vorderes Führerhaus an einem Ende hatten, was eine Menge Drehscheiben erforderte.[6]
Jedes Unternehmen reichte seine Prototypen ein, und Indian Railways bezeichnete die ALCo-Lokomotive als WDM-2 und die EMD-Lokomotive als WDM-4. Technologisch war die von General Motors gebaute WDM-4 der ALCO WDM-2 überlegen, aber Indian Railways verlangte einen Technologietransfervertrag, der Herstellung dieser Lokomotiven in Indien ermöglichte. Da General Motors einem solchen Technologietransfer nicht zustimmte, wurde der ALCO-Prototyp für die Produktion ausgewählt.
Bereits vor der Ankunft der WDM-2 wurde 1957 ein anderer Diesellokomotiventyp von ALCO importiert. Diese Lokomotive wurde als WDM-1 klassifiziert. Die WDM-1 wurden jedoch nicht in Serie produziert, da nur ein Fahrstand an einem Ende vorhanden war und so ein Einsatz von Drehscheiben notwendig geworden wäre.

### Fertigung
Die ersten Prototypen des Typs WDM-2 wurden importiert, wobei die Loknummer 18040 die erste WDM-2 Indiens war. Der Bau einer großen Zahl von Lokomotiven wurde schnell als vorrangiger Bedarf angesehen. Nachdem die Diesellokomotivenwerke (DLW) den Bau ihres Werks in Varanasi abgeschlossen hatten, begann die Produktion der Lokomotiven in Indien. Die ersten zwölf Lokomotiven wurden mit von ALCO (Bestellnummer D3389) aus den USA gelieferten Kits gebaut.
Die erste im DLW montierte Diesellok war die Lokomotive Nummer 18233 und die erste vollständig gebaute WDM-2 von DLW war 18299. Danach begann DLW mit der Herstellung der WDM-2-Lokomotiven aus eigenen Komponenten. Seitdem wurden über 2800 Lokomotiven hergestellt, wobei 16887 die letzte Lokomotive der Serie war.
Nachdem ALCO bankrottging, passte DLW Varanasi die Technologie erfolgreich an und produzierte viele verbesserte Versionen, die in viele Breitspurländer exportiert wurden. Später wurden einige Änderungen vorgenommen und einige Unterklassen erstellt. Dies schließt WDM-2A, WDM-2B und WDM-3A (früher WDM-2C) ein. Einige WDM-2-Lokomotiven wurden von Diesel-Loco Modernization Works (DLMW) in Patiala umgebaut. Punjab. Diese sind mit Daulat Ram DBR ausgestattet.s.

### Einsatz
Sämtliche importierte Loks des Typs WDM2 gingen an den Diesel-Bahnbetriebswerk am Bahnhof Katni Junction (KTE). Die Lok 18040 war die erste Lok der Serie, aber 18042 war die erste der WDM-2-Einheiten, die in Betrieb genommen wurde. Bis 1967 wurden die ersten Expresszüge in Indien anstelle von Dampflokomotiven von der WDM-2 gezogen. Züge wie der Himgiri Superfast Express Himgiri Express und der Tamil Nadu Express wurden vollständig von WDM-2-Einheiten gezogen. Einer der wichtigsten Expresszüge der WDM-2-Klasse war der Mumbai Rajdhani Express Mumbai Rajdhani Express. In den 1980er Jahren beförderte die WDM-2-Klasse die meisten der Personen- und Güterzüge in Indien.
Die WDM-2-Lokomotiven haben eine Höchstgeschwindigkeit von 120 km/h, die für langen Strecken auf 100 km/h begrenzt ist.

### Wartung
Der von ALCO empfohlene Wartungsplan für die WDM-2 empfahl eine Wartung alle 3000 km oder nach zehn Betriebstagen. Diese Intervalle wurden um 20 Tage auf jetzt 30 Betriebstage verlängert, indem bessere und effizientere Schmieröle und andere Betriebsmittel verwendet und einige Lager verbessert wurden. Die ursprünglichen WDM-2-Lager waren sehr fehleranfällig und mussten häufig geringfügig repariert werden. Die Loks der WDM-2 Klasse war jedoch aufgrund ihrer einfachen Konstruktion und Mechanik sehr einfach zu bedienen und zu warten, was zu einer hohen Zuverlässigkeit des Typs führte. Die Wartung der Fahrzeuge wird normalerweise im nächsten Diesel-Bahnbetriebswerk durchgeführt.

## Varianten

### WDM-3A
Der Typ WDM-3A ist eine verbesserte WDM-2, die mehr Leistung (3100 PS statt 2600 PS) und eine höhere Zuverlässigkeit (Rollenlager anstelle der herkömmlichen ALCO-Lager) bietet. Mit Ausnahme von etwa 150 Einheiten wurden sämtliche WDM-2 zu WDM-3A umgebaut. Umgebaute WDM3As können durch ein „R“ am Ende ihrer Lokummer gekennzeichnet werden.

### WDG-2/3A

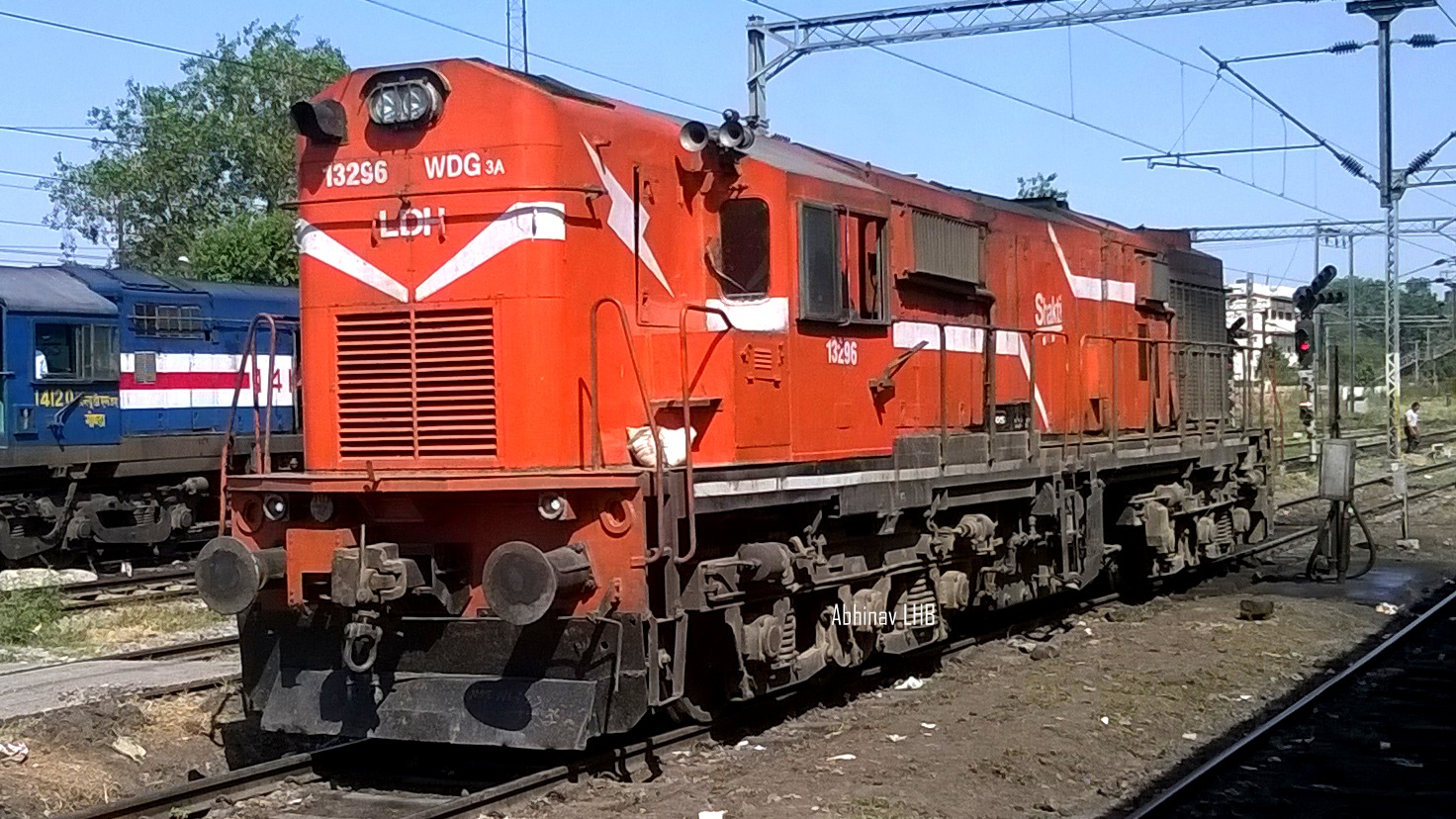
WDG-3A 13296

Der Typ WDG-2/3A ist die dedizierte Frachtversion der Lokomotivklasse WDM-2 und hat die gleichen Motor- und Leistungscharakteristika wie die WDM-3A. Die ersten Einheiten dieser Klasse wurden am 18. Juli 1995 unter der Bezeichnung WDG-2 abgeliefert. Der Typ wurde bis Ende 2015 hergestellt. Die Radsätze der WDM-2 wurden bei der WDG-2 für eine bessere Traktion und Stabilität durch hochadhäsive Radsätze ersetzt. Mit insgesamt 1163 gebauten Einheiten ist der Typ WDG-2/3A eine sehr erfolgreicher Lokomotivtyp in Indien. Er findet sich in ganz Indien und wird sowohl im Passagier- wie auch im Frachtdienst und für Rangieraufgaben eingesetzt.

### WDM-7
Sie haben eine geringere Leistung als der Typ WDM-2 (2000 PS anstelle von 2600 PS). Diese Lokomotiven wurden von 1987 bis 1989 gebaut. Einige waren zunächst dem Depot, Ernakulam Ernakulam, zugeordnet. Später wurden alle Loks des Typs WDM-7 dem Depot Tondiarpet zugeordnet, wo sie im leichten Passagierdienst eingesetzt werden. Einige Exemplare des Typs WDM-7 werden im Wärmekraftwerk Chennai eingesetzt.
Sie waren früher auch in den Diesel-Bahnbetriebswerken Erode und Golden Rock beheimatet. Es sind zuverlässige und robuste Lokomotiven, auch wenn sie wenig Leistung haben. Sie sind leicht an den fehlenden Gittern an der kurzen Haube zu erkennen. Zwei Lokomotiven fahren mit einer Mischung aus Biodiesel und Diesel. Alle 15 gebauten Loks des Typs WDM-7 sind noch in Betrieb.

### WDP-1
Es handelt sich um eine Passagierversion der WDM-2 mit niedrigerer Leistung (2300 PS). Sie waren nicht sehr erfolgreich. Es wurden ungefähr 69 Einheiten produziert, wobei 60 Lokomotiven noch in Betrieb sind. Sie sind leicht an der kurzen Haube zu erkennen.

### Unterbaureihen

#### WDM-2A
Der WDM-2A ist eine Variante der originalen WDM-2-Serie, die zusätzlich zur originalen Vakuumbremse mit Druckluftbremse ausgestattet wurde. Diese Lokomotiven können also sowohl vakuum- als auch luftgebremste Eisenbahnwaggons transportieren. Druckluftbremsen wurden eingeführt, da sie sicherer und zuverlässiger waren. Trotz dieser Klassifizierung sind einige WDM-2A-Lokomotiven immer noch als WDM-2 und nicht als WDM-2A gekennzeichnet.

#### WDM-2B
Der WDM-2B ist eine Variante der originalen WDM-2-Serie, die serienmäßig mit Druckluftbremsen ausgestattet ist. Sie haben keine Vakuumbremsen. Nur einige wurden als WDM-2B klassifiziert.

#### Jumbos

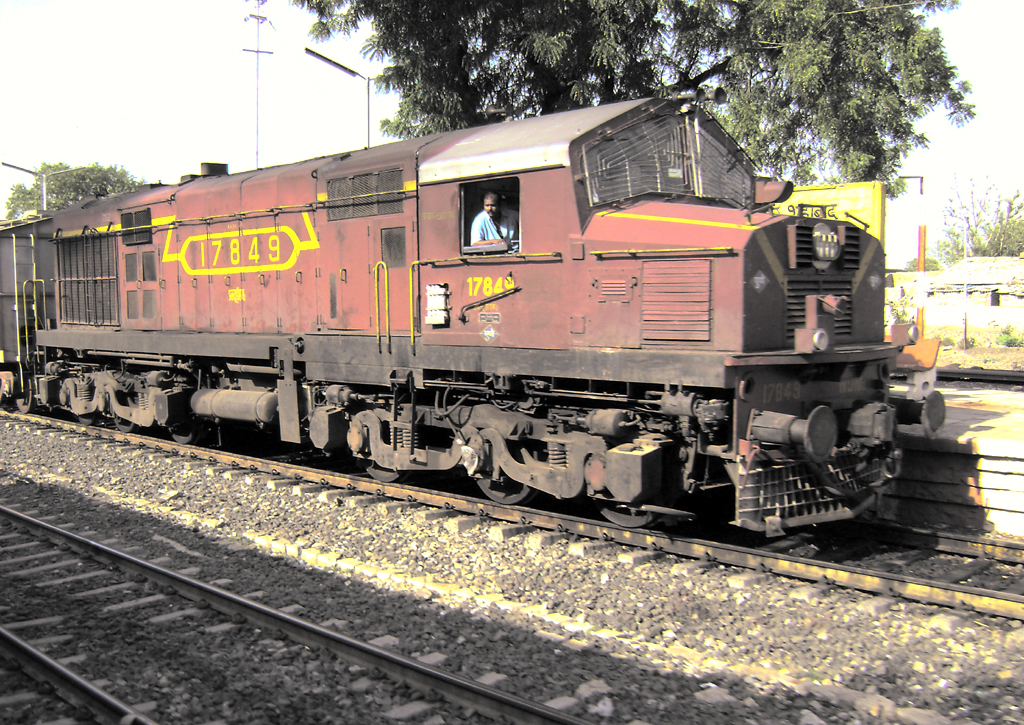
WDM-2 17849

Die WDM-2-Lokomotiven mit Seriennummern um 17788 bis 17890 wurden mit einem kurzen Vorbau in voller Breite ausgestattet, um den Fahrern eine bessere Sicht zu ermöglichen. Diese werden vom Personal und den Eisenbahnfreunden inoffiziell als „Jumbos“ bezeichnet. WDM-2 # 17722 und 17748 sollen die Prototypen der Jumbo-Klasse sein und unterscheiden sich geringfügig von anderen Jumbos. Diese Lokomotiven erwiesen sich jedoch als nicht so beliebt, da die Lokführer Bedenken äußerten, dass sie aufstehen müssten, um sie zu bedienen. Einige wurden so modifiziert, dass sie normale kurze Vorbauten von WDM-2 hatten. Einige frühere Jumbo-Lokomotiven wurden auch zum Typ WDM-3A umgerüstet.
Diese Lokomotiven sind leicht an ihrem niedrigen kurzen Vorbau und den großen Fenstern zu erkennen. Aufgrund ihres vergleichsweise hohen Alters wurden Jumbos hauptsächlich in Rangier- und Arbeitszügen eingesetzt. Gegenwärtig (2020) sind nur noch wenige von ihnen in Betrieb.

#### WDM-2S
Diese Klassifizierung wird Loks des Typs WDM-2 gegeben, die sich dem Ende ihrer Lebensdauer nähern. Diese Lokomotiven anhand ihrer Loknummer leicht an der vorgestellten '0' zu erkennen. Sie werden primär für Rangierdienste eingesetzt. Einige WDM-2 bleiben viele Jahre in der Klassifizierung, bevor sie verschrottet werden.

### Exportversionen

#### Sri Lanka

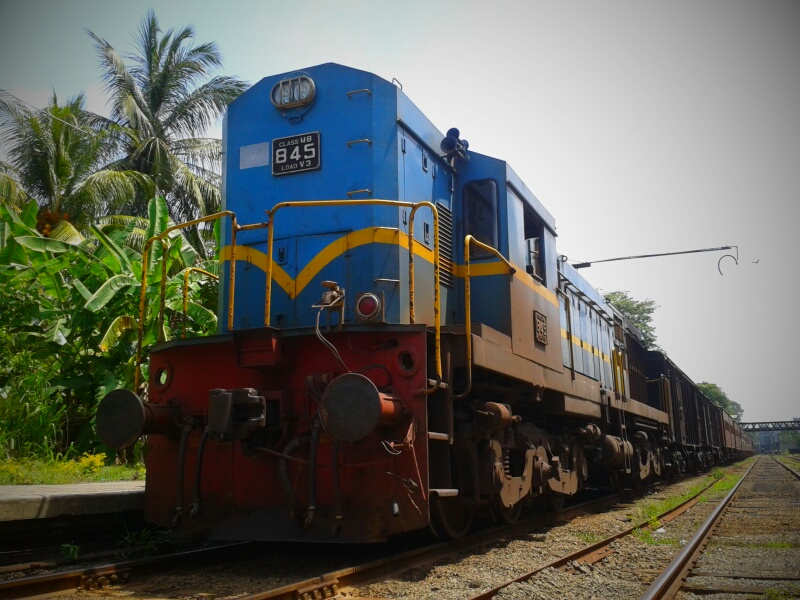
M8 845

Acht WDM-2-Lokomotiven wurden 1996 von den Sri Lanka Railways (SLR), dem staatlichen Eisenbahnbetreiber in Sri Lanka, gekauft. Sie waren zu dieser Zeit die längsten und leistungsstärksten Lokomotiven. Ihnen wurde die Klassenbezeichnung M8 zugewiesen. Einige Änderungen am Erscheinungsbild wurden jedoch von SLR vorgenommen. Diese Lokomotiven gehören zur Straße Nr. 841 bis 848 und sind alle noch in Betrieb.

#### Bangladesch
Zehn WDM-2-Lokomotiven wurden 2001 von der Bangladesh Railway gekauft. Sie waren zu dieser Zeit die leistungsstärksten Lokomotiven. Sie wurden der Klasse 6400 oder BED-26 mit den Nummern 6401 bis 6410 zugeordnet. Alle sind mit Druckluftbremse und Janney-Kupplung (AAR-Kupplung) ausgestattet. Im Gegensatz zu den indischen Fahrzeugen dieses Typs verfügen die Lokomotiven nicht über das dynamische Bremssystem. Alle Lokomotiven sind noch in Betrieb.

## Erhaltene Lokomotiven
Mehrere WDM-2-Lokomotiven sollen erhalten bleiben, wobei einige Loks noch in Betrieb sind und erst für die Erhaltung vorgesehen sind.
| Baureihe | Hersteller | Loknummer | ehemaliges Betriebswerk | Name   | Lackierung                                                                      | Standort                                                                      | ref           |
| -------- | ---------- | --------- | ----------------------- | ------ | ------------------------------------------------------------------------------- | ----------------------------------------------------------------------------- | ------------- |
| WDM-2B   | DLW        | 17263     | Malda Town (MLDT)       |        | Farbgebung des Betriebswerks Malda Town: Blau-weiß-blau mit roten Zierstreifen  | Bahnhof Kishanganj der Katihar-Division der Northeast Frontier Railway (NFR)▼ | [ 39 ]        |
| WDM-2    | DLW        | 17445     | Kazipet (KZJ)           |        | Rotbraun mit gelbem Zierstreifen                                                | auf der im November 2018 ausgegebenen Liste von IR zur Erhaltung vorgemerkt   | [ 40 ]        |
| WDM-2A   | DLW        | 17754     | Ludhiana (LDH)          |        | Farbgebung des Betriebswerks Ludhiana: Grau-rot-grau mit weißen Zierstreifen    | auf der im November 2018 ausgegebenen Liste von IR zur Erhaltung vorgemerkt   | [ 41 ]        |
| WDM-2    | ALCo       | 18040     | Katni (KTE)             |        | Rot-grau mit gelbem Trennstreifen                                               | National Railway Museum, Delhi                                                | [ 42 ] [ 43 ] |
| WDM-2    | ALCo       | 18119     | Itarsi (ET)             |        | Hellblau mit weißem Band                                                        | Zonal Railway Training Institute in Bhusaval                                  | [ 44 ] [ 45 ] |
| WDM-2A   | ALCo       | 18160     | Ernakulam (ERS)         |        | Rot                                                                             | Ausbesserungswerk Golden Rock (GOC)                                           | [ 46 ]        |
| WDM-2    | DLW        | 18233     | Mughalsarai (MGS)       | Kundan | Rot-weiß-grau                                                                   | Dauerausstellung im DLW, Varanasi                                             | [ 47 ]        |
| WDM-2B   | DLW        | 18575     | Malda Town (MLDT)       |        | Farbgebung des Betriebswerks Malda Town: Blau-creme-blau mit roten Zierstreifen | auf der im November 2018 ausgegebenen Liste von IR zur Erhaltung vorgemerkt   | [ 48 ]        |
| WDM-2/3A | DLW        | 18599     | Krishnarajapuram (KJM)  |        | Farbgebung des Krishnarajapuram: Blau-türkis-blau mit weißen Zierstreifen       | Im SWR-Hauptquartier – Rail Soudha, Hubballi, Glasscheiben auf einer Seite    | [ 49 ]        |

## Betriebswerke mit Lokomotiven der WDM-2-Familie
Am 1. August 2020 waren noch 23 Lokomotiven in Betrieb, die meisten sind in Nordostindien und Tamil Nadu im Süden Indiens im Einsatz. Sie waren wie folgt auf die Betriebswerken der Regionalgesellschaften verteilt:
- Eastern Railway (ER)
  - Jamalpur (JMP): 1
- Northeast Frontier Railway (NFR)
  - Malda Town (MLDT): 8
  - New Guwahati (NGC): 4
- North Western Railway (NWR)
  - Abu Road (ABR): 3
- Southern Railway (SR)
  - Golden Rock (GOC): 3
  - Tondiarpet (TNP): 3
- Western Central Railway (WCR)
  - New Katni Junction (NKJ): 1

## Modell
Die beiden indischen Modellbahnhersteller Precision Model Works und The Pink Engine haben Modelle dieser Baureihe für die Nenngröße H0 im Programm. The Pink Engine fertigt im Maßstab 1:100, entsprechend einer im Modell korrekt umgerechneten Breitspur.